# Kineski kalendar
Kineski kalendar je lunisolarni kalendar koji se koristi u Kini, a sa izvesnim modifikacijama, i još nekim zemljama Dalekog istoka. U današnjoj Kini se za većinu svakodnevnih aktivnosti koristi gregorijanski kalendar, ali se kineski još koristi za obeležavanje tradicionalnih kineskih praznika poput Kineske nove godine (tj. Prolećnog festivala), Duan Vu festivala i Festivala sredine jeseni, kao i u astrologiji, za biranje povoljnog datuma za venčanje ili otvaranje neke zgrade. Pošto svaki kalendarski mesec prati Mesečev ciklus, iz njega je moguće odrediti Mesečevu menu (npr. svaki 15. je pun Mesec).
U Kini je tradicionalni kalendar poznat kao „poljoprivredni kalendar“ (pojednostavljeni kineski: 农历, pinjin: nónglì) a gregorijanski kao „obični“ ili „opšti“ kalendar (公历, gōnglì). Kineski kalendar se još naziva i „Jin kalendar“ (阴历, yīnlì) zbog svojih lunarnih aspekata, a čisto solarni gregorijanski kalendar se onda naziva „Jang kalendar“ (阳历, yánglì). Kineski kalendar je takođe nazivan „stari kalendar“ (jìulì), nakon što je usvojen gregorijanski kao „novi kalendar“ (xīnlì). Na kraju, kalendar je nazivan „Sja kalendar“ po dinastiji Sja po navodu da je u to vreme godina počinjala drugim mladim mesecom posle zimske kratkodnevice (kao i danas).
Kineska godina u periodu 28. 1. 2017 - 15. 2. 2018. je (Nebesko Stablo) Vatra i (Zemaljska Grana) Petao.

## Kalendarska pravila
Sledeća pravila ocrtavaju kineski kalendar od 104. p. n. e. Obratite pažnju da pravila dozvoljavaju upotrebu bilo srednjih ili realnih kretanja Sunca i Meseca, zavisno od istorijskog perioda.
1. Meseci su lunarni meseci. Ovo znači da je prvi dan svakog meseca, koji počinje u ponoć, dan astronomskog mladog meseca (mladine) ili koukcije. (ali treba imati u vidu da „dan“ u kineskom kalendaru počinje u 23 sata, a ne u ponoć)
2. Svaka godina ima 12 redovnih meseci, koji se nabrajaju po redu (1 do 12) i imaju alternativna imena. Svaka druga ili treća godina ima interkalirani mesec (閏月 rùnyuè), koji može pasti posle bilo kog redovnog meseca. Ima isti broj kao i taj prethodni mesec, ali je označen kao interkalirani.
3. Svaki drugi jiéqì (solarni termin ili period) kineske solarne godine je ekvivalentan ulasku Sunca u neki od znakova tropskog zodijaka (glavni termin ili vrh znaka tj. početna tačka znaka).
4. Sunce uvek prolazi zimski solsticij, tj. kratkodnevicu, (ulazi u znak Jarca) tokom 11. meseca.
5. Ako ima 12 meseci između dva nastupanja 11. meseca, bar jedan od ovih 12 meseci mora biti mesec tokom kojeg Sunce ostaje neprekidno u istom zodijačkom znaku (u njemu se ne događaju glavni termin ili vrh znaka). Ako se javlja samo jedan takav mesec, on je označen kao umetnuti, ali ako se javljaju dva takva meseca, samo je prvi tako označen.
6. Vremena astronomskih mladina i ulaska Sunca u zodijački znak u Kineskoj časovnoj zoni (UTC+8) određuje opservatorija na Purpurnoj planini (紫金山天文台 Zǐjīnshān Tiānwéntái) kod Nankinga korišćenjem modernih astronomskih proračuna. Kineski Amerikanci takođe koriste ovaj Nankinški kalendar, umesto definisanja nekog lokalnog. Zato za njih mlad Mesec može biti poslednjeg dana prethodnog meseca po njihovom lokalnom vremenu u SAD. Pored toga, oni definišu granice dana prema lokalnoj zoni u SAD, čime se ne sledi pravilo 1.

Zodijački znak u koji Sunce ulazi tokom meseca i ekliptička longituda ulazne tačke obično određuju redni broj redovnog meseca. Mesec 1, zhēngyuè, doslovno znači "glavni mesec". Svi drugi meseci su doslovno numerisani, "drugi mesec", "treći", "četvrti" itd.
| #  | Kinesko ime | Long. | Zodijački znak |
| -- | ----------- | ----- | -------------- |
| 11 | 十一月      | 270°  | Jarac          |
| 12 | 十二月      | 300°  | Vodolija       |
| 1  | 正月        | 330°  | Ribe           |
| 2  | 二月        | 0°    | Ovan           |
| 3  | 三月        | 30°   | Bik            |
| 4  | 四月        | 60°   | Blizanci       |
| 5  | 五月        | 90°   | Rak            |
| 6  | 六月        | 120°  | Lav            |
| 7  | 七月        | 150°  | Devica         |
| 8  | 八月        | 180°  | Vaga           |
| 9  | 九月        | 210°  | Škorpija       |
| 10 | 十月        | 240°  | Strelac        |

Postoje izuzeci koji sprečavaju da Kineska nova godina bude uvek na drugi mlad Mesec posle kratkodnevice, ili koji dovode do toga da taj praznik bude posle solarnog termina „Kišna voda“ (ili „prolećne kiše“). Izuzetak će se dogoditi 2033-34, kada će kratkodnevica biti drugi solarni termin u 11. mesecu. Sledeći mesec je bez ulazaka, čime postaje umetnuti; sledi 12. mesec koji sadrži solarne termine i Vodolije i Riba („velika studen“ i „kišna voda“). Tako ta godina Tigra počinje na treću mladinu od kratkodnevice i posle Ribe, 19. februara. Drugi izuzetak je bio 1984-85, nakon što je Sunce tokom 11. meseca ušlo i u Jarca na 270° i Vodoliju na 300°, pa u sledećem mesecu ušlo u Ribe na 330°, što bi trebalo dovesti da to bude 1. mesec. U sledećem mesecu nije ušlo ni u jedan znak. Kako bi se zimski solsticij zadržao u 11. mesecu, nesuđeni 1. mesec je postao 12. mesec, a mesec posle njega je postao 1. mesec, zbog čega je Kineska nova godina bila 20. februara 1985. nakon što je Sunce već ušlo u Ribe tokom prethodnog meseca, umesto tokom meseca koji je počeo tim danom.
Kada se dogodi mesec sa dva ulaska, to je uvek negde između dva meseca bez ijednog ulaska (bezulazni meseci). Obično je sam, ili uključuje kratkodnevicu ili je u njenoj blizini, čime je ona u 11. mesecu (pravilo 4) i kada se bira koji od dva bezulazna meseca postaje interkalirani mesec. U 1984-85. mesec pred dvoulazni 11. mesec je bio bezulazni mesec označen kao umetnuti 10. mesec. Svi meseci od dvoulaznog do bezulaznog meseca koji neće biti interkalirani (umetnuti) su po redu pobrojani sa susednim redovnim mesecima (pravilo 2). Što se tiče zadnjeg iskaza u pravilu 5, odabiranja prvog od dva bezulazna meseca između dva 11. meseca, to nije bilo potrebno od poslednje kalendarske reforme i neće biti do slučaja 2033-34., kada će se dva dvoulazna meseca nalaziti izmešana među tri bezulazna meseca, od kojih će dva biti s jedne strane meseca 11. Proizvedeni prestupni 11. mesec je vrlo redak slučaj.
Ovakvi izuzeci su retki. Punih 96,6% svih meseci sadrže samo jedan ulazak u zodijački znak (tj. imaju jedan glavni termin ili vrh znaka) i povinuju se pravilu numerisanja iz tabele solarnih termina, 3,0% svih meseci su interkalarni meseci (uvek bezulazni meseci između glavnih termina ili vrhova znakova). Svega 0,4% svih meseci su ili dvoulazni meseci (imaju dva glavna termina ili vrha) ili su susedni meseci koji se renumerišu.
Takva situacija je nastala tek posle reforme iz 1645. Tada je postalo neophodno da se jedan od meseci fiksira tako da uvek sadrži svoj glavni termin i dozvoli bilo kom drugom da povremeno ne sadrži svoj glavni termin. Za taj jedan mesec je izabran 11. mesec, zato što njegov glavni termin (zimski solsticij) čini početak Kineske solarne godine ("sui").
Kineski lunarni kalendar i gregorijanski kalendar se često sinhronizuju svakih 19 godina (Metonski ciklus). Većina Kineza primećuje da njihovi kineski i zapadni rođendani često padaju na isti dan prigodom 19, 38. itd. rođendana. Ipak, 19-godišnji ciklus je samo aproksimacija, tako da će obrazac posle nekog umnoška od 19 godina preći na neki drugi 19-godišnji ciklus.
Kineski zodijak (Dvanaest životinja) se koristi samo u imenovanju godina—ne koristi se u računanju kalendara. Zapravo, Kinezi imaju prilično drugačiji sistem sazvežđa.

## Meseci
Dvanaest meseci je blisko povezano sa poljoprivredom, pa mogu biti alternativno nazvani po biljkama - evo jednog načina imenovanja, na latinskom.
| Br. | Ime                | Objašnjenje                      | Početak u 2016/17. |
| --- | ------------------ | -------------------------------- | ------------------ |
| 1   | (prvi mesec)       | 正月: primus mensi.                          | 8. 2.              |
| 2   | (mesec kajsija)    | 杏月: pupoljci kajsije.          | 9. 3.              |
| 3   | (mesec breskvi)    | 桃月: pupoljci breskve.          | 7. 4.              |
| 4   | (mesec šljiva)     | 梅月: ume zri.                   | 7. 5.              |
| 5   | (mesec guava)      | 榴月: pupoljci nara.             | 5. 6.              |
| 6   | (mesec lotosa)     | 荷月: pupoljci lotusa (nelumbo). | 4. 7.              |
| 7   | (mesec orhideja)   | 蘭月: pupoljci orhideja.         | 3. 8.              |
| 8   | (mesec osmanta)    | 桂月: pupoljci osmanta.          | 1. 9.              |
| 9   | (mesec hrizantema) | 菊月: pupoljci hrizantema        | 1. 10.             |
| 10  | (dobar mesec)      | 良月: dobar mesec.               | 31. 10.            |
| 11  | (zimski mesec)     | 冬月: zimski mesec               | 29. 11.            |
| 12  | (poslednji mesec)  | 臘月: poslednji mesec            | 29. 12.            |

## Oznake godina

### Vladarske godine
Tradicionalne kineske godine nisu bile kontinualno brojane, kako je slučaj kod nas sa „našom erom“. Zvanično brojanje godina je češće koristilo neki oblik vladarske godine. Ovaj sistem je započeo 841. p. n. e. tokom dinastije Džou. Pre ovoga, godine uopšte nisu bile označavane, pa se istorijski događaji ne mogu precizno datirati. Onda je navedene godine kralj Li od Čoua (周厲王胡) zbačen ustankom (國人暴動), nakon čega je sledećih 14 godina zemljom vladalo veće viših ministara, period je poznat kao Namesništvo. U ovom periodu, godine su označavane kao Prva, druga, treća... godina Namesništva. Kasnije su godine bile označavane kao vladarske godine, npr. 825. p. n. e. je bila označena kao 3. godina kralja Sjuena od Čoua (Xuan od Zhou-a, 周宣王三年). Ovaj sistem je korišćen do rane dinastije Han kada je car Ven (漢文帝劉恒, 180-157. p. n. e.) uveo vladarska imena (nian hao). Nakon ovoga, većina careva je koristila jedno ili više vladarskih imena da označe svoju vladavinu. Obično bi car uveo novo ime po dolasku na presto, a zatim uzimao nova imena da označi značajne događaje ili da prekine zlu sreću. Ali za vreme dinastije Ming (1368-1644) carevi su obično imali samo jedno vladarsko ime tokom vladavine. Za vreme naredne dinastije Đing to je postalo pravilo. Ovaj sistem se nastavio do uvođenja republike, koja je brojala godine republike, počevši od 1912. To znači da je 1912. bila 1. Godina Republike, a 1949. je bila 38. Te godine je proglašena Narodna Republika Kina koja je odabrala sistem Naše ere, u skladu sa međunarodnim standardima. Stari sistem se još koristi na Tajvanu (zvanično Republika Kina) kojima je godina 2007. ekvivalentna 96. Godini republike.

### Ciklus Stablo-Grana
Drugi sistem kojim su se tokom istorije u Kini označavale godine je stablo-grana ili seksagenarni ciklus. Ovaj sistem počiva na dva oblika brojanja: ciklus od 10 Nebeskih stabala i ciklus od 12 Zemaljskih grana. Svaka godina je imenovana parom od jednog stabla i jedne grane koji se zove Stablo-Grana (干支 gānzhī). Nebeska Stabla su povezana sa Jin Jangom i Pet elemenata. Tekući 10-godišnji period je počeo 2004, a pre toga 1994, 1984, itd. Zemaljske Grane su povezane sa dvanaest znakova Zodijaka. Svaka Zemaljska Grana je takođe povezana sa životinjom, poznatim kao Dvanaest životinja. Jedan 12-godišnji ciklus počinje 2008, a pre toga 1996, 1984 itd. Pošto 10 Nebeskih Stabala i 12 Zemaljskih grana imaju zajednički delitelj 2, događa se samo polovina od mogućih 120 kombinacija stablo-grana (odn. Jin i Jang se ne pominju u oznaci godine). Tako nastaje 60-godišnji (seksagesimalni) ciklus koji se naziva jiǎzǐ (甲子) po prvoj godini u ciklusu: Nebesko Stablo jiǎ i Zemaljska Grana zǐ. Pojam jiǎzǐ se figurativno koristi u značenju punog životnog veka — onaj koji je živeo duže od jedno đacea je očigledno blagosloven.
U početku su se ovim sistemom označavali dani a ne godine. Prvi dokaz za ovo je nađen na proročišnim kostima iz 14. veka p. n. e (dinastija Šang). Ovaj sistem označavanja datuma se i danas koristi i može se naći u današnjim kineskim kalendarima. Mada se sistem stablo-grana ne može upotrebiti da bi se utvrdio konkretan dan istorijskih događaja, može pomoći u tačnijem pretvaranju kineskih datuma u druge kalendare. Od vremena dinastije Han, ciklus se koristi i za označavanje godina. Ovaj 60-godišnji ciklus neprekidno kruži i određuje životinju ili znak pod kojim je osoba rođena (videti Kineski zodijak). Ovi ciklusi nisu bili imenovani i korišćeni su zajedno sa vladarskim imenima koje je imperator proglašavao. Npr. 康熙壬寅 (Kāngxī rényín) (1662) je prva godina 壬寅 (rényín) tokom vladavine Kāngxī imperatora, što je bilo vladarsko ime jednog od careva iz dinastije Đing.
Meseci i sati se takođe mogu označavati Nebeskim Stablima i Zemaljskim Granama, mada se to uglavnom čini kineskim brojevima. U kineskoj astrologiji, četiri para Stablo-Grana (za godinu, mesec, dan i čas) čine Osam Znakova (八字 bāzì).

### Neprekidno brojane godine
Ne postoji univerzalno prihvaćena epoha (početna tačka kineskog kalendara). Po tradiciji, kalendar je izmislio legendarni vladar Huang Di (黄帝) u 61. godini vladavine, što bi odgovaralo 2637. p. n. e. proleptičkog gregorijanskog kalendara. Ovu godinu su mnogi koristili kao prvu godinu prvog 60-godišnjeg ciklusa kineskog kalendara, ali neki drugi su kao takvu smatrali prvu godinu njegove vladavine, 2697. p. n. e. Pošto dve tačke razdvaja tačno 60 godina, nije važno koja se koristi za utvrđivanje redosleda stablo/grana ili astrološkog znaka u bilo kojoj sledećoj godini. To znači da je 2008. godina, godina wùzǐ (Zemlje Pacova) bez obzira da li brojimo godine od 2637. ili 2697. p. n. e.. Uprkos tradicionalne identifikacije 2637. p. n. e. kao epohe kalendara, većina danas daje prednost 2697. p. n. e. Uvođenje kontinualnog numerisanja u kineski kalendar je uglavnom bilo od interesa Jezuitima i drugim zapadnjacima koji su navikli da kalendar bude neprekidan.
Ali, početkom 20. veka i neki kineski republikanci su počeli da zastupaju široku upotrebu kontinualno numerisanih stablo-grana ciklusa, kako bi oznake godina bile nezavisne od carevog vladarskog imena (što je bilo deo njihovih napora da delegitimizuju dinastiju Ćing). Zato je Suen Jatsen identifikovao 2698. p. n. e. kao početak kineskog kalendara, ovaj izbor su prihvatili mnogi prekomorski Kinezi van jugoistočne Azije poput Kineske četvrti u San Fransisku. Ipak, ovo je bila greška iz sledećeg razloga: ako je godina koja je počela 1984. bila jiazi (甲子 Drvo Pacov), onda bi godine 2637. p. n. e., koja je 77×60=4620 i 2697. p. n. e., koja je 78×60=4680 godina pre 1984, bile takođe godine jiazi, ali ne i 2698. p. n. e. pa je ne treba uzeti kao epohu. Greška je verovatno potekla iz previda činjenice da u našoj eri nema 0. godine. Ipak, neka referentna dela na engleskom, poput Encyclopedia Britannica Almanac 2006 prihvataju 2698. p. n. e. kao epohu.
Ako bi smo uzeli 2637. p. n. e. kao epohu, 2008. je 4645. godina. Uz epohu 2697. p. n. e., 2008. je 4705. godina. Ipak, moderni Kinezi identifikuju godine samo po Našoj Eri, pa se 2008. neće nazivati ni 4645-tom ni 4705-tom.

### Korespondencija između sistema
U tablici su prikazana imena godina po stablo/grana sistemu i kojim to zapadnim (gregorijanskim) godinama odgovara. Godine su deo 79. seksagenarnog ciklusa (odn. 78. ako prihvatate kasniju epohu).
| Jiǎzǐ (甲子) redosled | Stablo/ grana | Gānzhī (干支) | Godina... [Prim. 1] | Kontinualno [Prim. 2] | Gregorijanski [Prim. 3] | Dan Nove godine (chūnjié, 春節) |
| --------------------- | ------------- | ------------- | ------------------- | --------------------- | ----------------------- | ------------------------------- |
| 15                    | 5/3           |wùyín (戊寅)        | Zemlja Tigar        | 4695                  | 1998                    | 28. januar                      |
| 16                    | 6/4           |jǐmăo (己卯)        | Zemlja Zec          | 4696                  | 1999                    | 16. februar                     |
| 17                    | 7/5           |gēngchén (庚辰)        | Metal Zmaj          | 4697                  | 2000                    | 5. februar                      |
| 18                    | 8/6           |xīnsì (辛巳)        | Metal Zmija         | 4698                  | 2001                    | 24. januar                      |
| 19                    | 9/7           |rénwǔ (壬午)        | Voda Konj           | 4699                  | 2002                    | 12. februar                     |
| 20                    | 10/8          |guǐwèi (癸未)        | Voda Ovca           | 4700                  | 2003                    | 1. februar                      |
| 21                    | 1/9           |jiǎshēn (甲申)        | Drvo Majmun         | 4701                  | 2004                    | 22. januar                      |
| 22                    | 2/10          |yǐyǒu (乙酉)        | Drvo Petao          | 4702                  | 2005                    | 9. februar                      |
| 23                    | 3/11          |bǐngxū (丙戌)        | Vatra Pas           | 4703                  | 2006                    | 29. januar                      |
| 24                    | 4/12          |dīnghài (丁亥)        | Vatra Svinja        | 4704                  | 2007                    | 18. februar                     |
| 25                    | 5/1           |wùzǐ (戊子)        | Zemlja Pacov/Štakor | 4705                  | 2008                    | 7. februar                      |
| 26                    | 6/2           |jǐchǒu (己丑)        | Zemlja Vo(l)        | 4706                  | 2009                    | 26. januar                      |
| 27                    | 7/3           |gēngyín (庚寅)        | Metal Tigar         | 4707                  | 2010                    | 14. februar                     |
| 28                    | 8/4           |xīnmăo (辛卯)        | Metal Zec           | 4708                  | 2011                    | 3. februar                      |

[Primedba 1: Početak svake zodijačke godine bi trebao odgovarati prvom danu lunarne godine.]
[Primedba 2: Kako je iznad rečeno, značajne su teškoće u ustanovljenju osnove za kontinualnu hronologiju. Ovde navedeni brojevi su previsoki za 60 ako se prihvati epoha 2637. p. n. e. odn. preniski za 1 ako se uzme epoha 2698. p. n. e. To znači da bi 2008. mogla biti i 4645. ili možda 4706.]
[Primedba 3: U svakom slučaju, korespondencija između lunisolarne kineske i solarne gregorijanske godine ne može biti potpuna, jer im se Nove godine razlikuju. Prvi mesec, ili mesec i po, gregorijanske godine, pre Kineske Nove godine, pripadaju prethodnoj kineskoj godini. Tako bi bilo preciznije reći da 2008. odgovara 4704-05. kineskoj, odnosno da 4705. kineska odgovara 2008-09.]

### Odnos solarne i lunarne godine
Pošto je kineski kalendar lunisolaran, postoji razlika između lunarne i solarne godine. Lunarna godina (年 nián) traje od jedne Kineske nove godine do sledeće. Za solarnu godinu (歲 suì) se može smatrati bilo period između jedne prolećne ravnodnevice i druge, ili period između dve kratkodnevice (zimska solsticija). Za datume/nadnevke se isključivo koristi lunarna godina, dok se solarna godina, naročito ona između kratkodnevica, koristi za brojanje meseci.

## Časovi dana
Po tradicionalnom sistemu označavanja sati, svaki dan je podeljen na 12 jedinica (時辰). Svaka ova jedinica odgovara dvama satima našeg uobičajenog vremena. Svaka je nazvana po jednoj od 12 Zemaljskih Grana. Prvi jedinica, Čas Zi (子時), počinje u 23:00 sata prethodnog dana i završava se u 01:00. Pogubljenja osuđenih su se tradicionalno odigravali na pola Časa Wu (正午時), tj. u podne.
Drugi sistem je delio dan u 100 jednakih delova, Keova; svaki je trajao 14 minuta i 24 sekunde (14,4 minuta), što je blizu "četvrti" ili "kvaratu" zapadnjačkog sata. Ovo je bilo na snazi vekovima, što znači da su Kinezi prvi primenili decimalno vreme - mnogo pre pokušaja tokom Francuske revolucije. Ali, pošto 100 nije deljivo sa 12 "časova", broj keova je bio menjan u 96, 108 ili 120 keova u danu. Tokom dinastije Ćing, broj je zvanično utvrđen na 96, što znači da je svaki ke trajao tačno četvrt zapadnog sata. I danas se ke često koristi sa značenjem "četvrt sata".

## Kineski zodijak
Dvanaest životinja (十二生肖 shí'èr shēngxiào, ili kolokvijalno 十二屬相 shí'èr shǔxiàng), koje predstavljaju dvanaest Zemaljskih grana, su po redu: pacov (ili miš), vo(l), tigar, zec, zmaj, zmija, konj, ovca (ili koza), majmun, petao, pas, svinja (ili vepar).
Jedna legenda opisuje ovaj redosled. Navodno, dvanaest životinja se sporilo oko toga ko će imati prednost u ciklusu godina, pa su kineski bogovi odlučili da se to reši takmičenjem. Sve životinje su se poređale na obali reke koju je trebalo da preplivaju, tako da će poredak u kalendaru biti određen redosledom kojim budu stizali na drugu obalu. Mačak se pitao kako će preći, kad se plaši vode, a vo se brinuo zbog slabog vida. Lukavi pacov je predložio da on i mačak skoče na volova leđa i navode ga preko. Vo je bio uporan i vredan tako da nije primetio komešanje na svojim leđima. Naime, pacov se mačku, koji ništa nije slutio, prišunjao iza leđa i bacio ga u vodu. Baš kad je vo stigao do obale, pacov je odskočio i tako završio trku prvi. Lenja svinja je stigla dvanaesta. Tako je prva godina nazvana po pacovu, druga po volu, a svinja je dobila poslednju godinu. Mačak je stigao prekasno da dobije ijednu godinu (u vijetnamskoj varijanti kalendara mačka ipak ima godinu, umesto zeca) i zakleo se da će doveka biti neprijatelj pacova (miševa).

## Solarni termin
Kineski meseci slede Mesečeve mene. Zbog toga oni ne slede tačno godišnja doba. Kako bi se farmerima pomoglo u odluci kada da seju ili žanju useve, sastavljači kalendara su ubacili 24 sezonska markera, koji slede sunčevu godinu i nazivaju se jiéqì 節氣. Reč Jiéqì doslovno znači "Čvor vremena", u meteorološkom smislu i može se prevesti kao „Solarni termin“. Svaki čvor je trenutak kada Sunce dostigne jednu od 24 podjednako raspoređene tačke duž ekliptike, uključujući solsticije i ekvinokse, postavljene u intervalima od 15°. Pošto su oni solarnog porekla, ovi jiéqì padaju na približno isti datum po gregorijanskom kalendaru, ali u kineskom kalendaru ne prave neki očigledan obrazac. U tablici su dati približni datumi, koji se mogu razlikovati za jedan dan od godine do godine, zavisno od uticaja prestupnih godina u gregorijanskom kalendaru. Jiéqì se objavljuju svake godine u farmerskim almanasima. Kineska nova godina je obično mladina najbliža jiéqì lìchūn („početak proleća“, oko 4. februara). U tablici su ove mere date po standardnoj astronomskoj konvenciji ekliptičke longitude, nula stepeni je tačka prolećne ravnodnevice. Termin može označavati period ili granicu, ovo drugo u slučaju da označava "glavni termin", ulazak u zodijački znak.
Kod nas se smatra da kalendarsko godišnje doba počinje solsticijem ili ekvinoksom, npr. proleće oko 21. marta, ali Kinezi smatraju da su te tačke središta god. doba, pa bi početak proleća bio pomenutog 4. februara. Tako termin „početak proleća“ i bliski Prolećni festival padaju u februaru, kada je još hladno u umerenim širinama severne hemisfere.
| Ekliptička long. | Kinesko ime  | Gregorijanski datum (pribl.) | Uobičajeni Prevod                   | Primedbe                                          |
| ---------------- | ------------ | ---------------------------- | ----------------------------------- | ------------------------------------------------- |
| 315°             | 立春         | 4. februar                   | početak proleća                     | ...prema kineskoj definiciji godišnjeg doba       |
| 330°             | 雨水         | 19. februar                  | kišna voda (ili prolećni pljuskovi) | toplije je, pa će pre padati kiša nego sneg       |
| 345°             | 啓蟄 (驚蟄 jīngzhé) | 5. mart                      | buđenje insekata                    | ...koji su hibernirali                            |
| 0°               | 春分         | 21. mart                     | prolećna ravnodnevica               | dosl. razdelnica proleća (po kineskoj definiciji) |
| 15°              | 清明         | 5. april                     | vedro i svetlo                      | festival kada se obilaze grobovi predaka          |
| 30°              | 穀雨 ili     | 20. april                    | žitne kiše                          | kiše pomažu žitu da raste                         |
| 45°              | 立夏         | 6. maj                       | početak leta                        | ...po kineskoj definiciji god. doba               |
| 60°              | 小滿         | 21. maj                      | puno zrno                           | žitno zrno se formira                             |
| 75°              | 芒種 ili     | 6. jun                       | žito u klasu                        | dosl.: raste osje ("brada" na klasu)              |
| 90°              | 夏至         | 21. jun                      | letnja dugodnevica                  | dosl. vrhunac leta (tj. Sunčeve visine)           |
| 105°             | 小暑         | 7. jul                       | mala vrućina                        | vrućina postaje neizdržljiva                      |
| 120°             | 大暑         | 23. jul                      | velika vrućina                      | najtoplije doba godine                            |
| 135°             | 立秋         | 7. avgust                    | početak jeseni                      | ...po kineskoj definiciji                         |
| 150°             | 處暑         | 23. avgust                   | granica vrućine                     | dosl. ostati u vrućini                            |
| 165°             | 白露         | 8. septembar                 | bela rosa                           | rosa počinje da beli; znak jeseni                 |
| 180°             | 秋分         | 23. septembar                | jesenja ravnodnevica                | dosl. razdelnica jeseni (po kineskoj definiciji)  |
| 195°             | 寒露         | 8. oktobar                   | hladna rosa                         | rosa počinje da mrzne                             |
| 210°             | 霜降         | 23. oktobar                  | spuštanje mraza                     | pojava mraza i spuštanje temperature              |
| 225°             | 立冬         | 7. novembar                  | početak zime                        | ...po kineskoj definiciji                         |
| 240°             | 小雪         | 22. novembar                 | mali sneg                           | počinje snežiti                                   |
| 255°             | 大雪         | 7. decembar                  | veliki sneg                         | sezona mećava u punom zamahu                      |
| 270°             | 冬至         | 22. decembar                 | zimska kratkodnevica                | dosl. vrhunac zime (Sunce je najniže)             |
| 285°             | 小寒         | 6. januar                    | mala studen                         | hladnoća postaje neizdržljiva                     |
| 300°             | 大寒         | 20. januar                   | velika studen                       | najhladnije doba godine                           |

## Praznici/Blagdani
U godini kineskog kalendara ima devet važnijih festivala, sedam je određeno lunisolarnim kalendarom, ostala dva potiču iz solarnog poljoprivrednog kalendara (obratite pažnju da farmeri zapravo koriste solarni kalendar, sa 24 perioda, da bi odredili kada saditi i sejati, zbog nepreciznosti lunisolarnog tradicionalnog kalendara. Ipak i taj tradicionalni kalendar je poznat kao poljoprivredni).
Dva posebna praznika su Festival Čišćenja grobova (Festival Qingming) i Festival Zimske kratkodnevice, koji padaju na odgovarajuće solarne termine, prvi je pri ekliptičkoj longitudi 15° a drugi je na 270°. Što se ostalih kalendarskih proračuna tiče, u njima se koristi građansko kinesko vreme - UTC+8.
| Datum/datum           | Ime                                                      | Kinesko ime    | Vijetnamsko ime | Primedbe                                                                                    | 2016/17     | 2017/18    | 2018/19     |
| --------------------- | -------------------------------------------------------- | -------------- | --------------- | ------------------------------------------------------------------------------------------- | ----------- | ---------- | ----------- |
| 1. mesec 1. dan       | Kineska Nova godina, dosl. Prolećni Festival             | 春節           |                 | Porodično okupljanje i 3-dnevne proslave, tradicionalno 15 dana                             | 8. 2.       | 28. 1.     | 16. 2.      |
| 1. mesec 15. dan      | Festival Lampiona                                        | 元宵節(上元节) |                 | Jede se i postavljaju lampioni                                                              | 22. 2.      | 11. 2.     | 2. 3.       |
| 3. mesec 3. dana      | Festival duplog trećeg                                   |                |                 |                                                                                             | 9. 4.       | 30. 3.     | 18. 4.      |
| April, 4. ili 5.      | , dosl. Vedri i Svetli Festival.                         | 清明節         | Tết Thanh Minh  | Dan čišćenja grobova                                                                        | 4. 4.       | 5. 4.      | 5. 4.       |
| 5. mesec 5. dan       | Festival zmajevog čamca                                  | 端午節         |                 | Trka zmajevog čamca i jedenje zongzija                                                      | 9. 6.       | 30. 5.     | 18. 6.      |
| 7. mesec 7. dan       | Noć sedmica                                              | 七夕           |                 | Festival ljubavnika, nalik Valentinovu                                                      | 9. 8.       | 28. 8.     | 17. 8.      |
| 7. mesec 15. dan      | Festival gladnog duha ili Festival duhova                | 中元節         |                 | Ponude i poštovanje preminulih                                                              | 17. 8.      | 5. 9.      | 25. 8.      |
| 8. mesec 15. dan      | Jesenji festival ili Mesečev festival.                   | 中秋節         |                 | Okupljanje porodice i jedenje Mesečevih kolačića, takođe može biti nazvan Festival lampiona | 15. 9.      | 4. 10.     | 24. 9.      |
| 9. mesec 9. dan       | Festival duplog devetog, dosl. Festival dvostrukog Janga | 重陽節         |                 | Planinarenje i izložbe cveća                                                                | 9. 10.]     | 28. 10.    | 17. 10.     |
| 10. mesec 10. dan     | Festival duplog desetog                                  |                |                 |                                                                                             | 9. 11.      | 27. 11.    | 17. 11.     |
| 10. mesec 15. dan     | Festival Xia Yuan,                                       | 下元節         |                 | Molitva bogu vode za mirnu godinu                                                           | 14. 11.     | 2. 12.     | 22. 11.     |
| Decembar, 21. ili 22. | Festival zimskog solsticija                              | 冬至           |                 | Okupljanje porodice                                                                         | 21. 12.     | 22. 12.    | 22. 12.     |
| 12 mesec 23. dan      | Festival Kuhinjskog boga                                 |                |                 |                                                                                             | 20. 1. '17. | 8. 2. '18. | 28. 1. '19. |

Kineska Nova godina pada na (skoro uvek) na drugi mladi Mesec posle kratkodnevice, još od vremena dinastije Han (Taichu kalendar).

## Istorija kalendara
Najstariji dokaz kineskog kalendara se naći na kostima za proricanje (ili proročišnim kostima) iz dinastije Šang (kasni drugi milenijum p. n. e.), na kojima je izgleda opisana lunisolarna godina od 12 meseci, s mogućim interkalarnim 13-tim, ili čak 14-tim, koji su dodavani otprilike, kako bi se sprečilo odstupanje kalendara. Seksagenarni ciklus za beleženje dana je već bio u upotrebi. Po tradiciji, u to vreme godina je počinjala na prvu mladinu posle kratkodnevice.
Rani tekstovi iz Istočnog Čoua, poput Anala proleća i jeseni, pružaju bolje razumevanje kalendara iz perioda dinastije Džou. Godina je obično imala 12 meseci, naizmenično dužine 29 i 30 dana (povremeno je dodavan još jedan dan, kako bi se kalendar uskladio sa realnim Mesečevim ciklusom) a prestupni meseci su dodavani arbitrarno, na kraju godine.
Ova arbitrarna pravila za umetanje dana i meseca su dovela do toga da se kalendari različitih država pomalo razlikuju. Tako će tekstovi poput Anala često navesti da li je kalendar koji koriste (kalendar Lua) u fazi sa Kraljevskim kalendarom (koji koriste kraljevi od Džoua).
Iako tradicija tvrdi da je tokom Džoua godina počinjala mladim Mesecom pred kratkodnevicu, Anali Proleća i Jeseni kao da ukazuju da je (u Luu barem) Jin kalendar (kalendar korišćen u dinastiji Šang, sa godinama koje počinju prvim mladim Mesecom posle kratkodnevice) korišćen do oko 650. p. n. e. kada je početak godine pomeren unazad za jedan mesec.
Početkom perioda Zaraćenih država, napredak u astronomiji i matematici je omogućio stvaranje računskih kalendara (gde se interkalarni meseci i dani određuju pravilom a ne od prilike do prilike). Prvi računski kineski kalendar je bio kalendar sìfēn 四分 (podsetnik na četvrtine), koji je započeo oko 484. p. n. e., a nazvan je po tome što je koristio solarnu godinu od 365¼ dana, pored tzv. Ciklusa pravila od 19 godina (235 meseci), na zapadu poznatom kao Metonski ciklus. Godina je počinjala na mladinu pred kratkodnevicu, interkalarni meseci su umetani na kraju godine.
Poslednji kralj od Džoua je predao teritoriju Ćinu, nakon čega je u upotrebu ušao novi kalendar (Ćin kalendar). Sledio je iste principe kao i Sifen kalendar, osim što je godina počinjala još jedan mesec ranije (na drugi mladi Mesec pre kratkodnevice, koja je sada padala u drugom mesecu godine). Ćin kalendar je korišćen za vreme dinastije Ćin i početkom zapadne dinastije Han.

### KalendarTajču
Car Vu (vl. 140-87. p. n. e.) iz zapadne dinastije Han je uveo reforme koje od tada do danas upravljaju kineskim kalendarom. Njegov kalendar Tàichū 太初 („Veliki Početak“) iz 104. p. n. e. je imao godinu sa kratkodnevicom u 11-tom mesecu a kao umetnuti mesec je bio označavan svaki kalendarski mesec (mesec sa 29 ili 30 celih dana) tokom kojeg Sunce ne prođe glavni termin (tj. ostane u istom zodijačkom znaku). Pošto je za računanje jiéqì (節氣/节气) (sezonskih oznaka) do 1645. korišćeno srednje kretanje Sunca, ovaj interkalirani mesec se mogao dogoditi posle bilo kojeg meseca u godini. Kounkcija Sunca i Meseca (astronomski mladi Mesec) je računata korišćenjem srednjih gibanja oba nebeska tela do 619. druge godine dinastije Tang, kada su hronolozi počeli da koriste realna kretanja, modelirana na osnovu računa sa parabolama (sa malim linearnim i kubnim komponentama). Nažalost, parabole se nisu glatko sretale pri srednjem kretanju, već sa diskontinuitetom ili skokom.

### Pravi Sunce i Mesec
Uvođenjem zapadne astronomije u Kinu preko Jezuita, kretanja Sunca i Meseca se počinju računati sinusoidama, počevši od Shíxiàn kalendara (時憲書, "Knjiga Usklađenosti Vremena") iz dinastije Ćing, koji je napravio jezuita Adam Šal. Sada je za računanje jiéqì-ja korišćeno realno kretanje Sunca, zbog čega je interkalarni mesec češće bio od drugog do devetog meseca (proleće-leto, kada se Zemlja kreće sporije na orbiti).

### Nedelja
Dani u nedelji su uglavnom poznati po rednom broju, pri čemu je ponedeljak prvi dan, subota šesti, a nedelja, kao dan posvećen Suncu, nije numerisana. Ponedeljak kao prvi dan je logično jer tada počinje radna nedelja, a brojevi dana su istovetni kao u ISO 8601. Ipak, mnogi kineski kalendari pokazuju nedelju kao prvi dan sedmice.

### Gregorijanska reforma i promena 1929
Mlada Republika Kina je 1. 1. 1912. u zvanične svrhe usvojila gregorijanski kalendar. Stanovništvo je, ipak, nastavilo da koristi tradicionalni kalendar. Status gregorijanskog k. je bio nejasan između 1916. i 1921. dok je Kina bila pod kontrolom nekoliko suprotstavljenih gospodara rata, uz podršku kolonijalnih sila. Oni su nastavili da se tuku oko severne Kine do 1928. a na jugu je vladao Kuomintang (nacionalistička vlada) i koristio gregorijanski kalendar. Nakon što je Kuomintang obnovio Republiku Kinu 10.10. 1928, gregorijanski kalendar je i zvanično usvojen, efektivno od 1. 1. 1929. Pored ovoga, za časovnu zonu cele zemlje je usvojena priobalna časovna zona korišćena u evropskim ugovornim lukama na kineskoj obali od 1904. Ovim je promenjen početak svakog kalendarskog dana, i za tradicionalni i za gregorijanski kalendar, za plus 14 minuta i 26 sekundi, od pekinške ponoći, na ponoć 120-tog stepena istok. Ovo je izazvalo neke diskrepancije, npr. kao sa Jesenjim festivalom 1978. Mladina je bila 3.9. 1978. u 00:07 po kineskom standardnom vremenu. Po staroj pekinškoj zoni, mladina je bila 2-gog septembra/rujna, pa je osmi mesec počeo u različite dane u kalendarima. Tako su u Hongkongu (koji koristi tradicionalni kalendar) proslavili festival 16. 9. a na kopnu 17. 9.<ref><ref>

## Značaj kalendara danas
Stručnjaci u Kini su skorijih godina pozivali na reformu, zbog sve veće nebitnosti kineskog kalendara u modernom životu. Oni ukazuju na primer Japana, gde je tokom Meiđi restauracije usvojen zapadni kalendar a tradicionalne svetkovine jednostavno premeštene na ekvivalentan datum. Ipak, kineski kalendar ostaje važan kao element kulturne tradicije i za neke kulturne aktivnosti.

### Praktična upotreba
Prvobitni smisao lunisolarnog kalendara za označavanje datuma je uglavnom nestao. Prvo, lakše je raditi sa gregorijanskim kalendarom i više je u skladu sa međunarodnim standardima i astronomskom godinom. Pošto je g. k. zvanično usvojen, tradicionalni kalendar se retko koristi za označavanje datuma, pa je npr. lakše pamtiti značajne događaje, poput rođendana, po gregorijanskom kalendaru. Drugo, 24 solarna termina su bila značajna zemljoradnicima za planiranje poljoprivrednih aktivnosti, ali i oni su predvidljiviji po gregorijanskom k. nego lunisolarnom; kineskom farmeru je uz gregorijanski kalendar lakše organizovati setvu i žetvu.

### Kulturalna pitanja
Ipak, kineski kalendar ostaje od suštinskog značaja u kulturi. Npr. većina tradicionalnih festivala, popu Kineske nove godine i Jesenjeg festivala, se tradicionalno slave uz mlad ili pun Mesec. Pored toga, kineski kalendar, kao element tradicionalne kulture, nosi sa sobom mnogo kulturalnih i nacionalističkih osećanja.
U tradicionalnijim kineskim domaćinstvima širom sveta, kalendar se koristi za biranje „srećnih dana“ za važne događaje (venčanja, pogrebe i poslove). Za ovo se koristi posebni kalendar, Huang Li („Carski kalendar“), u kome su za svaki dan navedene pogodne aktivnosti. Taj kalendar je naveden po gregorijanskim datumima, ali su navedeni i odgovarajući kineski datumi.
Iako tradicionalni kalendar nema mnogo praktičnog efekta, njegov sentimentalni i kulturni značaj znači da će ostati još neko vreme.

## Uticaj
Drugi tradicionalni kalendari u istočnoj Aziji su vrlo slični ako ne i identični kineskom. Korejski kalendar je identičan; u vijetnamskom je mačka zamenila zeca među 12 životinja; tibetanski kalendar se razlikuje po nekim imenima životinja a tradicionalni japanski kalendar koristi drugačiji metod izračunavanja, zbog čega ima razlika u nekim godinama.
Ciklus od 12 godina, sa prevedenim imenima životinja, su usvojili Gök Turci (prvi pomen 584.) i zatim se proširio među mnoge turkičke narode, a takođe i Mongole. Izgleda da su ga koristili Bugari, o čemu svedoči Nominalija bugarskih kanova.

### Kinesko-ujgurski kalendar
Hulagu kan je 1258, kada su i Kina i Islamski svet bili deo mongolske imperije, ustanovio opservatoriju u Maraghehu za astronoma Nasir al-Din al-Tusi-ja u kojoj je bilo prisutno i nekoliko kineskih astronoma, što je dalo kinesko-ujgurski kalendar. Dvanaestogodišnji ciklus je sa turskim i mongolskim prevodima naziva životinja ostao u upotrebi (za hronološke, istoriografske i birokratske svrhe) u persijskom i turskom svetu od Male Azije do Indije do ranog modernog perioda. U Iranu se koristio (u poljoprivrednim registrima i poreskim procenama) do 1925. (vidi Iranski kalendar).

## Literatura
- Cohen, Alvin (2012). „Brief Note: The Origin of the Yellow Emperor Era Chronology” (PDF). Asia Major. 25 (pt 2): 1—13. Архивирано из оригинала (PDF) 01. 08. 2020. г.